# Schönfeld, Sachsen
Schönfeld är en kommun och ort i Landkreis Meissen i förbundslandet Sachsen i Tyskland. Kommunen har cirka 1 800 invånare.
Kommunen ingår i förvaltningsområdet Schönfeld tillsammans med kommunen Lampertswalde.